# Misiunea spațială Delta (serial)
Misiunea spațială Delta este un serial de animație ștințifico-fantastic românesc din anii 1980–1983, conceput de Victor Antonescu și regizat de mai mulți regizori (Victor Antonescu, Laurențiu Sîrbu, Mircea Toia, Călin Cazan, Constantin Păun, Mihai Șurubaru, Ștefan Anastasiu, Virgil Mocanu). Serialul exploatează apetitul publicului pentru ficțiunea științifico-fantastică și prezintă călătoriile interplanetare ale unor astronauți tineri și temerari din mileniul al IV-lea în căutarea unor alte civilizații, înscriindu-se în categoria călătoriilor cinematografice în spațiul extraterestru.
Dorința companiei de distribuție Româniafilm ca producția celor treisprezece episoade să fie finalizate în maximum doi ani, pentru a vinde cât mai curând acest serial în străinătate, a determinat studioul Animafilm să grăbească producția prin angajarea mai multor regizori ce urmau să lucreze în paralel după propriile scenarii. Rezultatul a fost o lipsă de coeziune (atât narativă, cât și stilistică) a serialului, ca urmare a faptului că fiecare regizor lucra cu propria sa echipă și nu cunoștea ce lucrau ceilalți regizori. Cu toate acestea, serialul a avut un mare succes în rândul publicului tânăr din cursul anilor 1980. Criticii de film au evidențiat preocuparea regizorilor unor episoade pentru construirea aventurilor cosmice pe baze științifice solide și pentru elaborarea unor decoruri și a unei recuzite tehnologice moderne în scopul concurării producțiilor străine cu subiecte similare.
Succesul la public al acestui serial de animație a stat la baza ideii alcătuirii unui film de lungmetraj omonim, regizat de Mircea Toia și Călin Cazan; acest film a fost finalizat în anul 1984 și prezentat tot atunci la Gala filmului românesc pentru copii de la Piatra Neamț, fiind lansat în cinematografele din România abia în 1985.

## Rezumat
În cursul mileniului al IV-lea, cu cincisprezece ani mai înainte, pământenii au lansat o stație spațială automată de cercetări intergalactice în cadrul misiunii Delta pentru a descoperi civilizații extraterestre. După lansarea stației, au apărut însă unele dereglări la creierul electronic, care au făcut ca stația să reacționeze imprevizibil și să pună de mai multe ori în dificultate echipajele și obiectivele misiunii. Alma, o reporteră extraterestră de la televiziunea din constelația Sirius, îl abordează pe pilotul spațial Dan, care făcuse parte alături de Oana dintr-un echipaj de cercetare și recuperase mai demult stația Delta. Cei doi piloți temerari erau foarte tineri în acea vreme și au primit misiunea de a remedia defecțiunea, trecând astfel prin numeroase întâmplări.
Atacul robotului de explorare al stației împinge nava spațială condusă de Dan și Oana într-o tornadă uriașă, care o atrage pe o planetă oceanică, unde materia are o structură macromoleculară, iar organismele cele mai simple sunt uriașe în comparație cu ea. Nava este înghițită de o amœbă gigantică, chiar în momentul divizării ei, fiind prinsă astfel în zona de separație și supusă unor presiuni enorme. Tinerii piloți reușește să scape, prin ingeniozitate și curaj, și își continuă călătoria. Nava spațială pătrunde apoi în incinta stației într-o încercare de a prelua controlul asupra ei, dar este respinsă de sistemul de autoapărare și nevoită să coboare pe o planetă necunoscută pentru a-și reface rezerva de apă. Cei doi astronauți își dau seama curând că au fost aruncați înapoi în timp în perioada Jurasic din trecutul Pământului, când planeta era populată cu saurieni, și trebuie să se lupte cu animale gigantice, inclusiv cu un fioros Tyranosaurus rex. Membrii echipajului scapă cu bine și își continuă misiunea. Nava lor este surprinsă însă de o erupție vulcanică și rămâne blocată în subteranul unei planete. Acolo ei descoperă relicva unei nave imense de origine extraterestră care era captivă într-un sloi de gheață și, pătrunzând în interiorul acesteia, găsesc o mașină a timpului care-i poate teleporta acasă. Cei doi piloți reperează iarăși stația și reușesc să descopere sursa defecțiunii, dar, înainte de a remedia defecțiunea, sunt prinși de roboții orbi care-i confundă cu surse radioactive de energie. Robotul navei spațiale, Robby, este solicitat să intervină și îi va salva din această situație periculoasă. Defecțiunea stației este remediată, ceea ce permite bazei să preia din nou controlul asupra ei, iar cei doi piloți vor salva astfel nava platformă condusă de căpitanul Hunt, care fusese avariată de niște meteoriți.
Într-una din călătoriile spațiale, Dan, Yashiro și Anuta sunt luați prizonieri de Borak, un conchistador extraterestru care plecase cu milioane de ani în urmă pentru a ajunge la limita metagalaxiei și rămăsese între timp fără combustibil. În cele din urmă, piloții spațiali Dan, Oana și Yashiro și reportera extraterestră Alma reușesc, după înfruntări dramatice, să decupleze computerul rebel și să preia controlul asupra stației spațiale automate. Cosmonauții se întorc apoi pe Pământ.

## Episoade
Unele surse menționează că serialul Misiunea spațială Delta este alcătuit din 13 episoade, dar criticul și istoricul de film Dana Duma enumeră 16 episoade în filmografia de la sfârșitul lucrării Istoria filmului românesc de animație (1920–2020) (2020), și anume:
| Nr. | Episod                | Regizor                  | Scenariu                        | Data lansării | Durată |
| --- | --------------------- | ------------------------ | ------------------------------- | ------------- | ------ |
| 1 | Planeta oceanelor     | Victor Antonescu         | Andrei Bacalu, Victor Antonescu | 1980          | 6:54   |
| În urma apariției unei defecțiuni, creierul electronic al stației spațiale Delta începe să funcționeze imprevizibil după lansare. Conducătorii misiunii trimit mai multe nave de transport pentru a prelua controlul asupra stației și a remedia defecțiunea, iar una din nave, condusă de tinerii piloți Dan și Oana, se apropie de stație, dar este atacată de robotul de explorare și împinsă în derivă prin Cosmos. O tornadă spațială atrage nava pe o planetă oceanică, unde materia are o structură macromoleculară și organismele cele mai simple sunt uriașe în comparație cu ea. Nava se prăbușește în ocean și este înghițită acolo de o amœbă gigantică, chiar în momentul divizării ei. Cei doi piloți reușesc însă, prin ingeniozitate și curaj, să scape de monstrul periculos și să părăsească planeta, urmând să-și continue misiunea. |                       |                          |                                 |               |        |
| 2 | Planeta liliacului    | Laurențiu Sîrbu          |                                 | 1980          |        |
| 3 | Recuperare ratată     | Victor Antonescu         | Victor Antonescu                | 1981          | 7:33   |
| Au trecut 15 ani de la momentul defectării stației spațiale Delta. Pilotul Dan îi povestește Almei, reporteră de televiziune din constelația Sirius, o întâmplare din cursul misiunii de recuperare a stației. Nava pilotată de Dan și Oana a pătruns la un moment dat în incinta stației într-o încercare de a remedia defecțiunea, dar a fost respinsă de sistemul de autoapărare. În urma acestui atac, nava este avariată și pierde rezerva de apă, fiind nevoită să coboare pe o planetă necunoscută pentru a se realimenta. Dan pornește în căutarea unei surse de apă, în timp ce Oana rămâne să-l aștepte lângă navă. Pe suprafața planetei Oana găsește urma unui pas gigantic, pe care robotul Robby o recunoaște ca aparținând unui Tyranosaurus rex. Cei doi se confruntă cu niște saurieni și își dau seama că au fost aruncați înapoi în timp în perioada Jurasic din trecutul Pământului. În cele din urmă, reușesc să scape de animalele gigantice și fioroase care îi urmăreau.                   |                       |                          |                                 |               |        |
| 4 | Alarma                | Mircea Toia, Călin Cazan |                                 | 1981          |        |
| 5 | Lumea cenușie         | Ștefan Anastasiu         |                                 | 1981          |        |
| 6 | Mesajul planetei albe | Virgil Mocanu            |                                 | 1981          |        |
| 7 | Relicva               | Victor Antonescu         | Victor Antonescu                | 1981          | 6:40   |
| După ce scapă de atacul animalelor fioroase din Jurasic, piloții Dan și Oana își continuă misiunea. Nava lor este surprinsă de o erupție vulcanică, cade într-o falie și rămâne blocată în subteranul unei planete. Cei doi piloți alunecă pe un lac înghețat și descoperă relicva unei nave imense de origine extraterestră, care era captivă într-un sloi masiv de gheață cu proprietăți gravitaționale. Nava conține o mașină a timpului în stare de funcționare, iar piloții pământeni sunt obligați să o folosească pentru a nu cădea ei înșiși victime procesului de înghețare extrem de rapid. Robotul Robby declanșează mașina timpului și îi teleportează pe exploratori în trecut (când erau copii) și apoi în viitorul apropiat. |                       |                          |                                 |               |        |
| 8 | Tunelul               | Constantin Păun          |                                 | 1981          |        |
| 9 | Oglinda               | Constantin Păun          |                                 | 1981          |        |
| 10 | Fugara                | Mircea Toia, Călin Cazan |                                 | 1981          |        |
| 11 | Jungla purpurie       | Mircea Toia, Călin Cazan |                                 | 1982          |        |
| 12 | Navigatorul solitar   | Mihai Șurubaru           | Mihai Șurubaru                  | 1982          |        |
| Dan, Yashiro și Anuta pătrund pe o navă extraterestră și sunt luați prizonieri acolo de Borak, un conchistador gigantic îmbrăcat în armură, care încearcă să comunice cu ei. Cei trei nu reușesc să-l înțeleagă și, bănuind că Borak vrea să obțină combustibilul navei lor pentru a pune în funcțiune generatoarele de forță, îl atacă și îl anihilează. Un extraterestru mic, de culoare verde, iese atunci din armura gigantică și le vorbește într-o variantă de esperanto, care dispăruse de mult timp din limbajul cosmic. Cu ajutorul Anutei, care cunoștea acel limbaj, exploratorii tereștri află că Borak plecase cu milioane de ani în urmă către limita metagalaxiei, iar nava sa rămăsese fără combustibil. |                       |                          |                                 |               |        |
| 13 | Noe                   | Mircea Toia, Călin Cazan |                                 | 1982          |        |
| 14 | Roboți și roboți      | Victor Antonescu         | Victor Antonescu                | 1982          | 8:12   |
| Pilotul Dan, care a recuperat pe vremuri, împreună cu Oana, stația spațială Delta, îi povestește reporterei Alma o situație amuzantă petrecută atunci. Cei doi piloți, membri ai echipajului navei de interceptare Delta 7, determinaseră coordonatele stației și se pregăteau să efectueze manevra de abordare. Baza îi anunță în acest timp că nava platformă condusă de căpitanul Hunt fusese avariată de niște meteoriți și naviga acum în derivă spre marginea galaxiei. Nava Delta 7 pătrunde în interiorul stației spațiale, iar Dan și Oana descoperă acolo sursa defecțiunii, dar, în cursul procesului de remediere, sunt prinși de roboții orbi care alimentau stația cu energie și ajung în pericol să fie expulzați în spațiu. Robotul Robby îi salvează, iar cei doi reușesc să remedieze defecțiunea și să preia controlul asupra stației, permițând astfel bazei să intre în legătură cu nava platformă și să o salveze. Stația spațială, pilotată de Dan și Oana, se îndreaptă acum către Pământ. |                       |                          |                                 |               |        |
| 15 | Captivi pe Acora      | Mircea Toia, Călin Cazan |                                 | 1983          |        |
| 16 | Noi, oamenii          | Mircea Toia, Călin Cazan |                                 | 1983          |        |

## Producție

### Începuturi

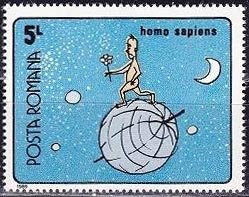
Omulețul lui Gopo ca explorator spațial în primele filme românești de animație

Primul film românesc de animație cu tematică științifico-fantastică este Păcală în lună, realizat în anul 1920 de desenatorul, operatorul, regizorul și criticul de film Aurel Petrescu (1897–1948), care este considerat, alături de Marin Iorda (1901–1972), drept unul din pionierii filmelor românești de animație. Petrescu își făcuse ucenicia ca ilustrator al benzilor desenate din revistele pentru copii și trecuse apoi în perioada interbelică la realizarea de animații cinematografice, lucrând în laboratoare improvizate și confruntându-se cu numeroase lipsuri materiale. Creațiile sale artistice se caracterizau prin înclinația către satiră și prin folosirea unor tehnici grafice foarte variate, iar marea majoritate a lor sunt pierdute. Păcală în lună, considerat astăzi un film pierdut, era mai degrabă, potrivit istoricului Bujor T. Râpeanu (redactor la Arhiva Națională de Filme), o „snoavă de factură populară”.
Cu toate acestea, adevăratul deschizător de drum în abordarea tematicii științifico-fantastice în filmele românești de animație este considerat însă cineastul Ion Popescu-Gopo (1923–1989), autorul unei cunoscute tetralogii (Scurtă istorie, 7 arte, Homo sapiens și Allo! Hallo!) și câștigătorul unui premiu Palme d'Or la Festivalul Internațional de Film de la Cannes. Omulețul lui Gopo, care și-a început cariera la mijlocul anilor 1950 și a devenit cunoscut pe tot mapamondul, a călătorit de mai multe ori în Cosmos în scurtmetrajele animate ale creatorului său, încercând să găsească locul potrivit unde să planteze o floare. Efectul principal al succeselor înregistrate de scurtmetrajele de animație ale lui Gopo și apoi de filmele altor creatori români la diferite festivaluri internaționale a fost înființarea Studioului „Animafilm” în anul 1964.

### Context
Potrivit mărturisirilor făcute pe blogul său, cineastul Victor Antonescu (n. 1936) a încercat în cursul anilor 1970 să realizeze un serial științifico-fantastic ce urma a fi intitulat Aventurile echipajului V.V.V., la care intenționa să colaboreze cu scriitorul Victor Kernbach (pentru scenarii) și cu artistul Victor Wegemann (pentru grafică). A obținut colaborarea lui Wegemann, dar Victor Kernbach s-a dovedit inflexibil și a susținut că ficțiunea științifico-fantastică este o creație serioasă, cu care nu-și permitea să glumească. Prin contribuția lui Kernbach, filmul ar fi dobândit „o notă gravă” și nu ar mai fi fost o producție artistică de divertisment, așa cum își dorea Antonescu. Cineastul a renunțat astfel pe moment să mai continue acest proiect.

Protagonista principală a misiunii Delta...

... și personajul masculin

Câtva timp mai târziu, la sfârșitul anilor 1970, regizorul Victor Antonescu a coordonat realizarea serialului de animație Aventuri submarine (1978–1980), după care, interesat de „poezia cosmosului”, a conceput un nou serial de animație pentru adolescenți sau chiar pentru adulți, intitulat Misiunea spațială Delta (1980–1983). Creatorii filmelor de animație românești au fost contaminați în acei ani, potrivit criticului Dinu-Ioan Nicula, de „patima lucrului pe bandă rulantă”, producând un număr mare de episoade care au fost transformate ulterior în lungmetraje. Episoadele serialelor românești de animație erau, de fapt, filme de sine stătătoare, dar aveau personaje comune și urmăreau o linie principală a acțiunii. Transformarea serialelor de animație în lungmetraje era o practică obișnuită a studioului Animafilm în cursul anilor 1980 și urmărea distribuirea filmului în sălile de cinema pentru a obține încasări mai mari.
În plan global, anii 1970 și începutul anilor 1980 au fost marcați de obsesia pentru aventurile științifico-fantastice, iar cinematografia mondială oscila între reflecția filozofică cu privire la viitor din 2001: O odisee spațială și explorarea spațială aventuroasă din Războiul stelelor. Spre deosebire de realizatorii filmelor de animație cu tentă SF ale acelor vremuri, care urmau modelul conflictelor spațiale din Războiul stelelor, echipa de realizatori ai serialului Misiunea spațială Delta a decis să confere aventurilor spațiale o bază științifică solidă, prezentând „fenomene fizice, curiozități astronomice sau inovații cibernetice”.
Sursele principale de influență ale regizorilor români de filme de animație de la sfârșitul anilor 1970 și începutul anilor 1980 au fost romane de aventuri cunoscute ca Robinson Crusoe al lui Daniel Defoe, Moby Dick al lui Herman Melville și Cartea junglei al lui Rudyard Kipling, romanele cu Tarzan ale lui Edgar Rice Burroughs, basmele fraților Grimm, filmul american de aventuri Cartea junglei (1942) al fraților Zoltan și Alexander Korda, filmul american de animație Cartea junglei (1967) al companiei The Walt Disney Company și filmele științifico-fantastice americane Războiul stelelor (1977) și Imperiul contraatacă (1980), care au fost difuzate în România la un an după lansarea lor în SUA.

### Ideea serialului
Realizarea serialului Misiunea spațială Delta a început în anul 1980. Antonescu a apelat iarăși la Victor Wegemann pentru partea grafică, dar artistul avea probleme de sănătate și nu a putut colabora efectiv, el realizând doar imaginea stației spațiale Delta ca o sferă uriașă. Scenariul primului episod a fost scris de Antonescu, în colaborare cu Andrei Bacalu, care era mai deschis decât Victor Kernbach față de o astfel de încercare artistică și a asigurat suportul științific. Primul episod, intitulat „Planeta oceanelor”, prezintă aventurile unui echipaj de cercetare (format din tinerii piloți Dan și Oana, cunoscuți publicului din serialul Aventuri submarine), a cărui navă este atrasă de o tornadă, din cauza apariției unei defecțiuni la creierul electronic al stației spațiale automate de cercetări intergalactice, pe o planetă oceanică, unde materia are o structură macromoleculară, iar organismele cele mai simple sunt uriașe în comparație cu ea. Nava este înghițită de o amœbă gigantică, chiar în momentul divizării ei, dar echipajul reușește să scape, prin ingeniozitate și curaj, de monstrul periculos. Criticii vremii (precum Dana Duma) au evidențiat preocuparea regizorului pentru includerea unor date știintifice exacte într-o structură dramaturgică de suspans, măiestria decorurilor și recuzitei tehnologice de ultimă oră, precum și montajul rapid și dinamismul mișcării, susținând că scurtmetrajul românesc este comparabil cu producțiile străine cu subiecte similare.
Protagoniștii acestui serial sunt niște tineri piloți spațiali din mileniul al IV-lea, care aveau misiunea de explorare a spațiului cosmic în căutarea unor alte civilizații. Scenariile episoadelor au subiecte destul de simple, dar inventive și cu suspans, și dovedesc o influență clară a benzilor desenate din revistele pentru copii, în special în ceea ce privește grafica, încadrarea și unghiurile de filmare. Au fost observate, de asemenea, influențe din capodoperele științifico-fantastice ale vremii precum 2001: O odisee spațială (1968) al lui Stanley Kubrick (asemănarea supercreierului electronic al stației spațiale Delta cu HAL 9000, computerul înzestrat cu inteligență artificială, care preia controlul asupra navei Discovery One) și Războiul stelelor (1977) al lui George Lucas (în ceea ce privește luptele purtate de pământeni în spațiul cosmic cu navele trimise de pe stația spațială).

### Împărțirea episoadelor
Intenționând să vândă cât mai curând acest serial în străinătate, compania de distribuție Româniafilm a cerut studioului Animafilm să finalizeze producția celor treisprezece episoade în maximum doi ani. Ca urmare a faptului că ritmul obișnuit de lucru al unui realizator de filme de animație era în acea vreme de două filme pe an, conducerea Animafilm (în frunte cu directoarea Lucia Olteanu) a lansat un concurs de scenarii și a hotărât ca episoadele serialului să fie realizate de mai mulți regizori (Victor Antonescu, Laurențiu Sîrbu, Mircea Toia, Călin Cazan, Constantin Păun, Virgil Mocanu), ce urmau să lucreze în paralel.
Efectul acestei decizii a fost lipsa de coeziune (atât narativă, cât și stilistică) a serialului, în condițiile în care nu a existat coordonare între echipele de creație, iar fiecare regizor lucra cu propria sa echipă și nu cunoștea ce lucrau ceilalți regizori. Această situație a fost explicată de Victor Antonescu într-un mesaj publicat în 6 noiembrie 2010 pe propriul său blog: „Cum era de așteptat, mai mulți regizori, personalități diferite, lucrând cu echipe diferite și fără un coordonator al întregii activități, a făcut ca acest serial să conțină episoade în care nici personajele principale nu mai semănau de la un episod la altul, ca să nu mai vorbesc despre scenografie, coloană sonoră etc. Practic, fiecare regizor și-a vazut de propriul episod fără să-l preocupe filmul colegului și în consecință a fost ignorată una din condițiile unui serial – omogenitatea.”. Episoadele serialului au devenit astfel povești de sine stătătoare, fără continuitate, și aveau o concepție artistică diferită (printre care schimbarea înfățișării personajelor). În plus, grăbirea producției a cauzat o reducere a gradului de complexitate a povestirilor cinematografice, ceea ce a făcut ca scenariul și desenul să devină mai simple.
Realizarea unui episod dura aproximativ patru luni și jumătate, iar în timpul filmării acestuia echipa de producție începea adesea să lucreze la următorul episod (conceperea personajelor, scrierea scenariului și alcătuirea decupajului regizoral). Victor Antonescu a realizat doar patru episoade din acest serial („Planeta oceanelor”, „Recuperare ratată”, „Relicva”, „Roboți și roboți”), Mircea Toia și Călin Cazan au contribuit la realizarea mai multor episoade (printre care „Alarma”, în care au dovedit inventivitate regizorală și calități grafice, și „Noi, oamenii”), Laurențiu Sîrbu (un vechi colaborator al lui Antonescu) a realizat episodul „Planeta liliacului”, Constantin Păun a colaborat la realizarea câtorva episoade, (precum „Tunelul”), Virgil Mocanu și Ștefan Anastasiu au regizat fiecare câte un episod, iar Mihai Șurubaru a realizat un episod mai deosebit, intitulat „Navigatorul solitar”, care diferea de celelalte prin poveste și grafică. Ultimul episod, intitulat „Noi, oamenii”, regizat de Mircea Toia și Călin Cazan și realizat la începutul anului 1983, prezintă recuperarea stației de către piloții spațiali în urma unei înfruntări dramatice, dovedind astfel că inteligența umană poate învinge inteligența artificială.
Mircea Toia și Călin Cazan, care au preluat continuarea serialului după ce Victor Antonescu a renunțat să mai colaboreze din cauza nemulțumirii față de politica de producție a studioului, au folosit tehnica rotoscopiei (animație manuală suprapusă peste filmări reale) în crearea personajelor animate, pe care o mai încercase, dar fără rezultate, Pascal Rădulescu în cursul anilor 1950. Unul din avantajele principale ale folosirii rotoscopiei (numită atunci metoda „éclaire”) era obținerea unei animații unitare a întregului serial. Mișcările personajelor animate au fost realizate pe baza unor filmări reale pe peliculă alb-negru cu actorul Marcel Iureș și apoi, cu ajutorul unui retroproiector ce transmitea filmările cadru cu cadru, prin copierea manuală pe o hârtie de calc aflată pe un pupitru. Aceste desene erau apoi copiate și colorate pe coli de celuloid (denumite „acetofane”). Vocile personajelor au fost dublate de actori îndrăgiți ca Adrian Pintea, Diana Lupescu, Dan Condurache, Ileana Stana-Ionescu și Marcel Iureș.
Succesul comercial al serialului i-a determinat pe conducătorii studiului Animafilm să propună regizorilor Mircea Toia și Călin Cazan să realizeze un film de lungmetraj omonim pe baza unor episoade; lungmetrajul a fost finalizat în anul 1984 și prezentat tot atunci la Gala filmului românesc pentru copii de la Piatra Neamț, fiind lansat în cinematografe abia în 1985.

## Primire

### Lansare
Episoadele serialului au fost difuzate în România de Televiziunea Română în cadrul programelor sale. Vizionarea în premieră a primului episod („Planeta oceanelor”) a avut loc cel mai probabil în decembrie 1980 sau în ianuarie 1981, deoarece o recenzie a acestui episod a fost publicată în numărul din ianuarie 1981 al revistei Cinema. Serialul a avut un mare succes la publicul tânăr din cursul anilor 1980, episoadele lui fiind așteptate cu un mare interes. Ca urmare a faptului că serialul urma să fie vândut și difuzat în mai multe țări, titlul său a fost scris pe generic în limba română și în încă trei limbi de circulație mondială (franceză, engleză și spaniolă). Un jurnalist de la revista băcăuană Ateneu a remarcat însă că traducerea titlului în limba engleză era greșită: „Delta Space Mission” — în loc de „Space Mission Delta”.
Compania americană de restaurare și distribuție Deaf Crocodile, fondată de artistul Craig Rogers și de producătorul Dennis Bartok în orașul Los Angeles din California, a lansat în anul 2021 o versiune restaurată a filmului Misiunea spațială Delta, care conține atât lungmetrajul lui Mircea Toia și Călin Cazan, cât și două episoade ale lui Victor Antonescu („Planeta oceanelor” și „Recuperare ratată”). Reprezentanții companiei americane îi contactaseră anterior pe Victor Antonescu, regizorul primelor episoade ale serialului, care depusese eforturi pentru „păstrarea memoriei” acestei creații artistice prin publicarea de „amintiri aproximative” pe blogul său personal, și pe Călin Cazan, unul din cei doi regizori ai lungmetrajului. Versiunea restaurată pe Blu-ray conține un comentariu audio realizat de scriitoarea Kat Ellinger, care afirmă eronat că Misiunea spațială Delta ar fi primul lungmetraj românesc de animație. Criticul și jurnalistul de film Călin Boto a analizat cu atenție restaurarea și a făcut următorul comentariu: „Restaurările [...] arată într-adevăr superb, însă scriitoarea Kat Ellinger, redactor-șef al reviste horror Diabolique, o dă adesea în bară de-a lungul comentariul său audio. Altfel, comentariul e simpatic, nici prea-prea nici foarte-foarte în analiză, strălucit în observațiile despre alura erotică a protagonistei, oarecum dispus să suprafetișizeze obscuritatea și extravanganța filmului, însă rezonabil în asocieri (Hanna-Barbera, șicul psihedelic vestic, povestea „Frumoasa și bestia”), chit că trimiterea la Balerina (1969) lui Lev Atamanov în virtutea unui scurt moment de dans oniric din Delta arată destul de clar care-i sunt limitele transculturale, pe care autoarea și le recunoaște adesea. Fie oricum, restaurarea rămâne: fantezia spațială și-a recăpătat culoarea.”.

### Opinii critice

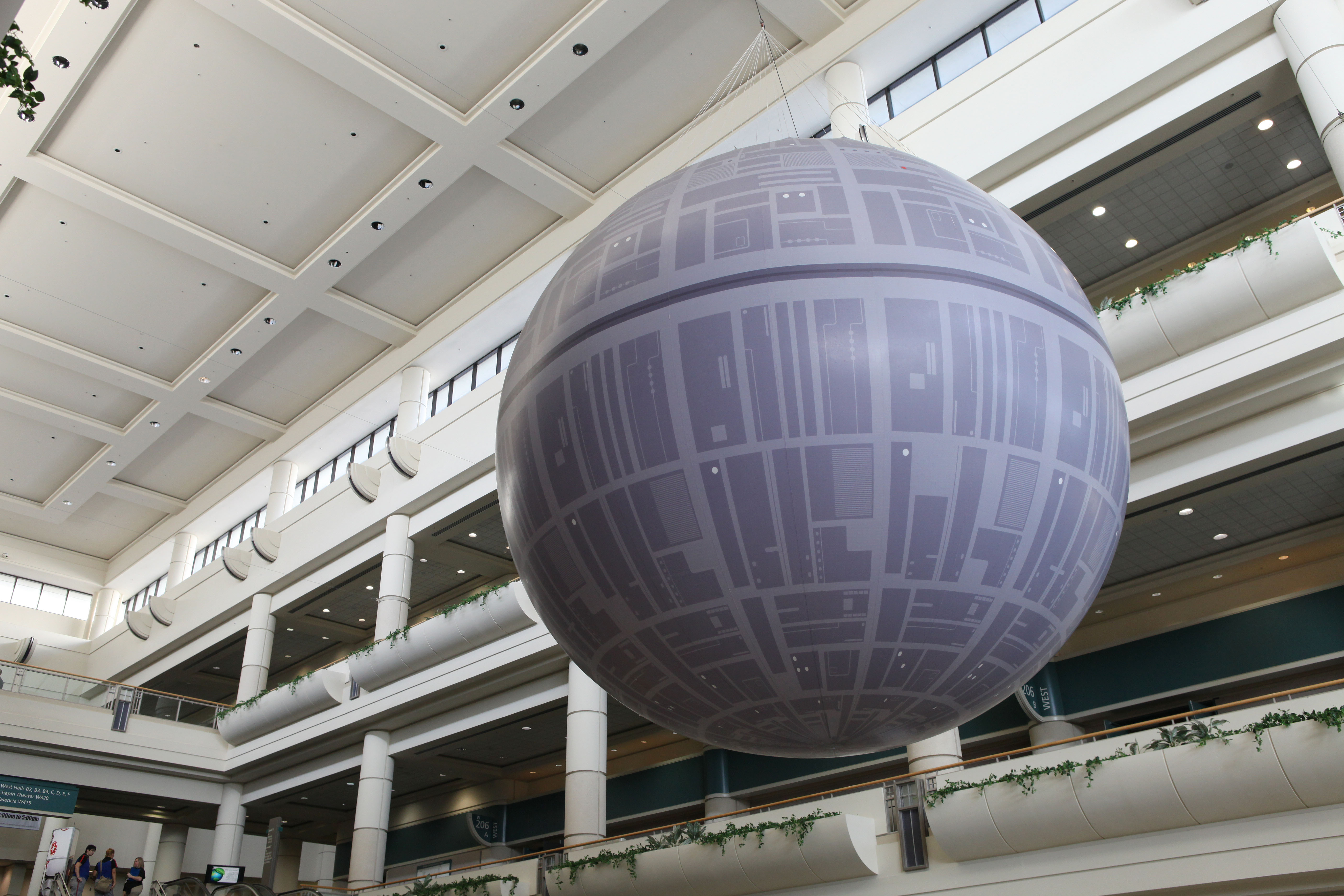
Un balon ce imită stația spațială Steaua Morții din Războiul stelelor (1977)

Prima recenzie a acestui film a fost publicată în numărul din ianuarie 1981 al revistei Cinema. Cu acel prilej, criticul Dana Duma evidenția că „serialul Misiunea spațială Delta refuză tentația amintitelor soluții și încearcă să construiască aventura pe o bază științifică solidă. Fenomene fizice, curiozități astronomice sau inovații cibernetice constituie pretextul întîmplărilor. [...] Așa cum era firesc, echipa de realizare și-a concentrat eforturile înspre latura de atractivitate a serialului. Decorurile, recuzita, cromatica și mișcarea sînt elaborate cu minuțiozitate și meșteșug. Filmul suportă comparația cu oricare altă peliculă a genului realizată de studiouri prestigioase, ca de exemplu cele japoneze. Stimabilă este și preocuparea autorului pentru includerea datelor știintifice într-o structură dramaturgică de suspans. Montajul rapid și dinamismul mișcării sînt dealtfel atribute ale stilului său personal. [...] Suportul știintific asigurat cu mare competență de Andrei Bacalu, scenaristul episodului, acordă serialului o sobrietate aparte, destul de rar întîlnită în creațiile acestui gen. Se face simțită însă nevoia unei mai precise definiri a personalității eroilor, mult prea asemănători în comportament. Detaliile «care fac poezia» sînt necesare în relațiile dintre ei, căldura omenească nu poate decît să înfrumusețeze aventurile lor temerare. [...] Cu toată dificultatea drumului ales, Misiunea spațială Delta este o contribuție onorabilă a cineaștilor la dezvoltarea genului «science fiction», preocupare constantă a animației.”. O opinie destul de similară și parțial favorabilă a avut-o și criticul Florica Ichim, care, într-un articol publicat în ziarul România liberă, constata că „imaginația la capitolul tehnologic n-are mari cusururi, întîmplările și, mai ales, oamenii angrenați in misiunea Delta sunt mai puțin captivanți și de loc diferențiați”.
Într-o altă cronică, publicată în decembrie 1981, Dana Duma susținea că episoadele serialului Misiunea spațială Delta sunt „basme vechi pe planete noi” și evidenția aspectul de basm al poveștilor științifico-fantastice: „Înveșmîntați ca niște cosmonauți, ei [eroii serialului - n.n.] au comportament de cavaleri fără teamă și prihană și săvîrșesc fapte învăluite de aură miraculoasă, dar aparținînd miraculosului tehnologic. Rachetele călătoresc printre stele scînteietoare sau pe planete necunoscute, dar fundalul are luxurianța și ciudățenia poveștilor cu vrăjitoare și pitici. Autorii Victor Antonescu, Călin Cazan, Mircea Toia, Constantin Păun și Virgil Mocanu au înțeles nevoia de basm a celor care învață de la vîrsta pelticelii teoria mulțimilor. Oricît demult s-ar teme de vălurile duioșiei, imaginația noastră are totuși nevoie de peisaje mirifice și de senzația de încîntare copilărească”.
Criticii străini care au vizionat ulterior unele episoade ale acestui serial au identificat unele influențe din filmul științifico-fantastic american Războiul stelelor (1977), precum asemănarea stației spațiale Delta, reprezentate ca o sferă uriașă, cu stația spațială Steaua Morții a Imperiului Galactic, deși cele două stații au scopuri diferite. Opinia criticului Steven Pearce, autorul articolului dedicat serialului și lungmetrajului din The Encyclopedia of Science Fiction (SFE), a fost că „animația este în mod clar constrânsă de un buget mic, cu poveștile nepretențioase”.

## Premii
Regizorul Constantin Păun a obținut în 1981 o diplomă de onoare a Asociației Cineaștilor din România (ACIN) pentru episodul „Tunelul”.